# União das Freguesias de Taveiro, Ameal e Arzila
União das Freguesias de Taveiro, Ameal e Arzila, kürzer Taveiro, Ameal e Arzila, ist eine Gemeinde (Freguesia) im Kreis (Concelho) von Coimbra im mittleren Portugal.
In der Gemeinde leben 4.285 Einwohner auf einer Fläche von 24,34 km² (Stand nach Zahlen von 2011).
Die Gemeinde entstand im Zuge der Gebietsreform in Portugal am 29. September 2013 durch Zusammenlegung der Gemeinden Taveiro, Ameal und Arzila. Taveiro wurde Sitz der Gemeinde, die ehemaligen Gemeindeverwaltungen in Ameal und Arzila blieben als Außenstellen und Bürgerbüros weiter bestehen.